# Аннусс, Аугуст
А́угуст А́ннусс (латыш. Augusts Annuss; 27 октября 1893 — 5 января 1984) — латвийский и американский художник.

## Биография
Аугуст Аннусс родился 27 октября 1893 года в городе Либава Курляндской губернии Российской империи (ныне Лиепая в Латвии).
Окончил Либавскую городскую школу. Учился в Киевской художественной школе (1915—1917), Центральном училище технического рисования барона А. Л. Штиглица, Петроградской художественной школе Императорского общества поощрения художеств, в художественной студии С. М. Зайденберга, на историческом и филологическом факультетах Петроградского университета (1918), на факультете философии Латвийского университета (1921—1922). Окончил Латвийскую академию художеств (фигуральная мастерская Я. Тилберга, 1926).
Работал декоратором в Лиепайском новом театре (1921—1923), педагогом на кафедре живописи и рисунка Латвийской академии художеств (1929—1940 и 1941—1944), профессор (1944).
Был членом латвийского Объединения независимых художников (1923—1928), Союза художников Латвии (1928—1931) и художественного объединения «Садарбс» (1929—1938).
В 1944 году эмигрировал в Германию, был почётным председателем Латышского союза мастеров декоративно-прикладного искусства, участвовал в выставках латышских художников, стал одним из организаторов Латышской художественной школы в Эслингене. С 1949 года жил и работал в США. Преподавал в Нью-Йоркском городском колледже (мастерская росписи по стеклу), был руководителем секции изобразительного искусства отдела культуры Американского латышского общества.
Награждён латвийским орденом Крест Признания IV степени (1938), наградой (1931) и премией (1933) Латвийского фонда культуры, наградой фонда культуры Американского латышского общества (1956).
Умер 5 января 1984 года в Нью-Йорке. Похоронен в Риге на Лесном кладбище.

## Творчество
Наиболее известные работы: трёхчастная композиция «Нижнее Курземе» (1924), цикл картин «Воспоминание о Андалузии» (1925), «Полдник» (1937), «Берег моря» (1938), «Мой отец» (1935), триптих «Anno 1918», «Anno 1919», «Anno 1928». Был автором алтарных картин находящихся в ряде храмов Латвии и США, включая Латышские лютеранские церкви в Филадельфии и Бостоне.